# Twins (Ornette Coleman)
| Recensione                          | Giudizio |
| ----------------------------------- | -------- |
| The Rolling Stone Jazz Record Guide | [ 1 ]    |
| The Penguin Guide to Jazz           | [ 2 ]    |
| Piero Scaruffi (Austin Krentz)      | 6.5/10   |

Twins è un album raccolta di materiale precedentemente inedito del musicista jazz Ornette Coleman pubblicato dall'Atlantic Records nel 1971.

## Il disco
Registrato tra il 1959 e il 1961 per l'etichetta Atlantic, il materiale presente nel disco venne pubblicato soltanto nel 1971. La prima traccia, First Take, è letteralmente la "prima take" delle prove per Free Jazz: A Collective Improvisation  (in seguito inserita come bonus track nella ristampa in CD dell'album), suonata dal doppio quartetto free jazz di Coleman. Le altre tracce sono outtakes provenienti dalle sessioni in studio per gli album This Is Our Music, The Shape of Jazz to Come e Ornette!, e contengono materiale maggiormente convenzionale, suonato dal quartetto composto da Coleman, Don Cherry, Charlie Haden o Scott LaFaro al contrabbasso, e Ed Blackwell o Billy Higgins alla batteria.

## Tracce
- Tutte le composizioni sono opera di Ornette Coleman.

1. First Take – 17:00
2. Little Symphony – 5:15
3. Monk and the Nun – 5:35
4. Check Up – 10:10
5. Joy of a Toy – 4:35

## Formazione

### Musicisti

#### InFirst Take: The Ornette Coleman Double Quartet
Canale stereo sinistro
- Ornette Coleman – sax alto
- Don Cherry – tromba pocket
- Scott LaFaro – contrabbasso
- Billy Higgins – batteria

Canale stereo destro
- Eric Dolphy – clarinetto basso
- Freddie Hubbard – tromba
- Charlie Haden – contrabbasso
- Ed Blackwell – batteria

#### Crediti
- Tom Dowd – ingegnere del suono
- Registrazione avvenuta il 21 dicembre 1960

#### InLittle Symphony
- Ornette Coleman – sax alto
- Don Cherry – tromba
- Charlie Haden – contrabbasso
- Ed Blackwell – batteria

#### Crediti
- Tom Dowd, Phil Iehle – ingegneri del suono
- Registrazione avvenuta il 19 luglio 1960

#### InMonk and the Nun
- Ornette Coleman – sax alto
- Don Cherry – cornetta
- Charlie Haden – contrabbasso
- Billy Higgins – batteria

#### Crediti
- Bones Howe – ingegnere del suono
- Registrazione avvenuta il 22 maggio 1959

#### InCheck Up
- Ornette Coleman – sax alto
- Don Cherry – tromba pocket
- Scott LaFaro – contrabbasso
- Ed Blackwell – batteria

#### Crediti
- Tom Dowd – ingegnere del suono
- Registrazione avvenuta il 31 gennaio 1961

#### InJoy of a Toy
- Ornette Coleman – sax alto
- Don Cherry – tromba
- Charlie Haden – contrabbasso
- Ed Blackwell – batteria

#### Crediti
- Tom Dowd – ingegnere del suono
- Registrazione avvenuta il 26 luglio 1960

#### Produzione
- Nesuhi Ertegün – produttore